# 巴伐利亚级战列舰
巴伐利亚级战列舰（德語：Linienschiffe der Bayern-Klasse）是德意志帝国海军所建造的四艘超无畏战列舰的船级。该级别包括有巴伐利亚号、巴登号、萨克森号和符腾堡号。舰只的建造工程始于第一次世界大战前夕；其中巴登号于1913年下水，巴伐利亚号和萨克森号随后于1914年，而最后的符腾堡号则是于1915年下水。只有巴登号和巴伐利亚号最终完工，这是由于战事的胶着使得造船业的优先级发生改变。U型潜艇被确定为更有利于开展战争行动，因而新造战列舰工程的进展開始放缓，并最终完全停止。结果，巴伐利亚号和巴登号就此成为帝国海军最后建成的战列舰。
巴伐利亚号和巴登号分别于1916年7月和1917年3月编入舰队服役。但两艘舰均来不及参加1916年5月31日至6月1日进行的日德兰海战。巴伐利亚号在1917年10月的阿尔比恩行动期间受委任从里加湾打击俄罗斯帝国海军的海上力量，但舰身却因触雷而受损严重，并不得不撤回基尔进行维修。巴登号则取代腓特烈大帝号成为公海舰队的旗舰，却未曾参与实战。
巴伐利亚和巴登号于1918年11月康边停战协定生效后被扣押在斯卡帕湾。海军少将路德维希·冯·罗伊特作为被扣押德国舰队的指挥官，于1919年6月21日下令全数凿沉己方舰船；巴伐利亚号被成功凿沉，巴登号则获英国水兵设法拖上岸以阻止自沉。但她还是在1921年被英军作为靶舰被击沉。萨克森号及符腾堡号则是在战争结束后双双被拆解。巴伐利亚号于1934年被捞起并在次年拆解。

## 设计
巴伐利亚级战列舰是德国第四部《海军法》在1912年获得通过的产物。海军上将阿尔弗雷德·冯·提尔皮茨利用舆论抗议英国参与1911年的阿加迪尔危机，以迫使帝国议会拨付额外的资金用于帝国海军。第四部海军法将为三艘新的无畏舰、两艘轻巡洋舰，以及海军在1912年额外征募的15000名官兵提供资金担保。由于在1912年下线建造的主力舰是德弗林格尔级战列巡洋舰，巴伐利亚号和巴登号的资金只能在来年分配。萨克森号的建造资金由1914年的财政预算划拨，而符腾堡号的资金则来自战争预算。沃尔特号作为最后剩余的勃兰登堡级前无畏舰将要被替换，同时应被替换的还包括两艘较旧的德皇腓特烈三世级前无畏舰：德皇威廉二世号和德皇腓特烈三世号。其中巴登号是作为沃尔特号的继任者所订购，符腾堡号将取代德皇威廉二世号以及萨克森号将取代德皇腓特烈三世号；巴伐利亚号则被视为舰队的增补，并在订购时使用“T”作为临时代号。
舰只的设计是在1910年至1912年之间拟定。当局曾考虑为新舰装备以往部署在国王级战列舰的305毫米口径三联炮塔，但在仔细研究了奥匈帝国无畏舰特格特霍夫级之后，明确了三联炮塔仍然存在较多的问题。这些不足之处包括增加了重量，降低了弹药补给和射速，以及倘若其中一座炮塔失效时所损失的作战性能。因此，当局最终决定以八门380毫米炮取代十二门305毫米炮。

### 整体特征
巴伐利亚号和巴登号的水线长度为179.4米，全长为180米。萨克森号和符腾堡号则略长：水线长度为181.8米，全长为182.4米。所有四艘舰只的梁宽均为30米，吃水深度介乎于9.3米至9.4米之间。巴伐利亚号和巴登号设计的正常排水量为28530吨，而在全作战负载时，最大排水量可达32200吨。萨克森号和符腾堡号则稍重，正常和最大排水量分别为28800吨和32500吨。舰身以横向及纵向的钢结构框架建造，外侧船壳钢板则以铆钉焊接。船体被分为17个水密舱室，其中包括长度占船体总长约88%的双层船底。
巴伐利亚号和巴登号被视为帝国海军卓越的远洋舰船。巴伐利亚号和它的姊妹舰稳定且非常易于操作。舰只在遭遇巨浪仅有轻微的速度损失，在满舵时最多损失62%的速度和7度倾侧。凭借着2.53米的稳心高度，它们比英国的同级战舰更大，舰只在北海的狭窄海域拥有更稳定的火炮平台。
巴伐利亚级乘员组编制1158人，其中包括军官32人，军官候补生4人，军官见习学员33人，士官和水兵1083人，另有主厨3人和餐厅勤务兵3人。除此之外，舰上还有1个54人的预备军官队和118名机动替补人员。船体内部还可携带一些小型船只，包括一艘哨艇、三艘驳船、两艘汽艇、两艘高低桅帆船和两艘小划艇。

### 机械装置
巴伐利亚号和巴登号在九个水密锅炉舱内配备了14台舒尔茨－桑尼克罗夫特式（Schulz-Thornycroft）细管径三锅筒水管锅炉，除最前部一排3台锅炉为燃油炉外，其余11台均为油－煤混燃炉。由3套帕森斯（Parsons）冲动式齿轮减速蒸汽轮机驱动的三叶螺旋桨直径为3.87米。巴伐利亚号和巴登号动力装置的设计功率为35000匹轴马力（26000千瓦）及主轴转速为260转/分钟。在试航过程中更曾分别达到55967匹轴马力（41735千瓦）和56275匹轴马力（41964千瓦）。两舰可胜任的最高速度为22节（41公里/小时）。两舰最初设计可携带900吨燃煤和200吨重油，但在贮存设施改造后，携带能力提高为3400吨燃煤和620吨重油。这使得舰只可以12节（22公里/小时）的速度巡航5000海里（9300公里）。若速度达到15节（28公里/小时），则航程缩短为4485海里（8306公里）；而当全速至21.5节（39.8公里/小时）时，舰只仅可续航2390海里（4430公里）。所有同级舰只都搭载有八台发电机组，可供应总电功率为2400千瓦的220伏特电力。
萨克森号和符腾堡号预期比前两艘姊妹舰的最高速度提高1节。符腾堡号获得了更为强大的机械装置，它将达到48000匹轴马力（36000千瓦）的功率和22节的设计速度。在萨克森号，一台功率达12000轴马力的MAN牌柴油发动机被安装在中心轴上，而蒸汽轮机则为外侧轴提供动力。联合动力装置将产生42,000匹轴马力（31,000千瓦）的功率和22.5节的设计速度。

### 武器系统

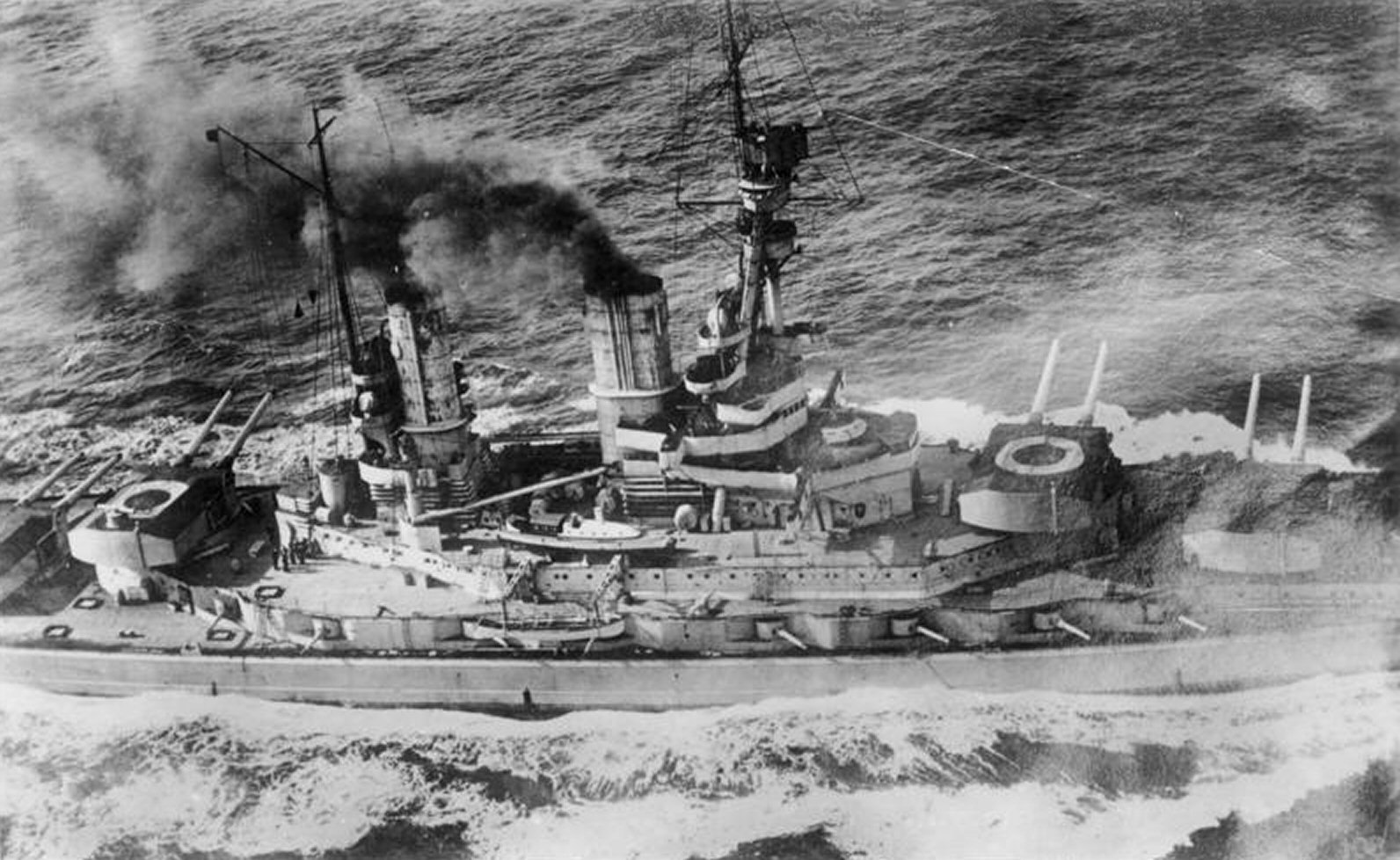
巴登号正进行主炮指向港口的训练

巴伐利亚级战列舰装备有八门380毫米口径的SK L/45型主炮，它们分布在四座Drh LC/1913型双联装炮塔中。这些炮塔可以自中心线瞄准任意一侧达150度，同时它们的炮管也可以压低至-8度。由于德国人认为北海的形势取决于短程行动，因此炮管最初只能提升16度，即最大射程为20,400米。其后，炮塔基座又进行了修改，以满足提升20度、最大射程增至23200米的需求。
主炮可输送总共720发或每炮90轮弹药。这些火炮具有每分钟约2.5发的射速。由英国皇家海军在战后对巴登号进行的实验表明，主炮在完成发射后只需23秒即可重新装填完毕，这比英国同时代的伊丽莎白女王级的36秒显著增快。然而，德国武器的精准度与以往相比反而有所退步，并且能够发射的炮弹重量也不及英国火炮。德国的穿甲弹重750公斤，并通过一具277公斤的RPC/12型推进器输送至黄铜药筒。炮口发射的初速为800米/秒。每门炮预计可在需要更换炮管前发射300发弹药。安装于萨克森号和符腾堡号的火炮最终将使用远射程的重型攻城炮，这款被称为“朗格·马克斯”的火炮已作为海岸炮应用于西线的法国和比利时占领区，以及部分用作列车炮。
这些舰只也装备有十六门150毫米口径的SK L/45型速射炮作为副炮，分别布置在顶部甲板两舷的MPL C/13型炮廓内。它们主要用作防御鱼雷艇，并总共供应2240发弹药。该炮的射程范围达13500米，而在1915年进行改良后，射程被扩大至16800米。该炮的持续射速为每分钟5至7发。弹壳则重45.3公斤，并通过一具13.7公斤的RPC/12型推进器装药至黄铜药筒。炮口发射的初速为835米/秒。每门炮预计可在需要更换前可发射1400轮弹药。
巴伐利亚号及巴登号则另外配备了一对88毫米口径的L/45型高射炮，共可发射800轮。炮体布置在MPL C/13型底座上，这使得它可降低-10度和仰高70度。弹壳重为9公斤，并在70度仰角时的射程范围达9150米。
根据同时代主力舰的惯例，巴伐利亚级舰只都装备有五具600毫米口径水下鱼雷发射管。其中舰首一具，侧舷各两具。每艘舰各可携带20枚鱼雷。然而，巴伐利亚号和巴登号均在1917年遭遇水雷袭击，所造成的损害暴露出鱼雷发射管的结构性缺陷，两舰均移除了侧舷炮管。该鱼雷为H8型，分别长8米，携带有210公斤的Hexanite弹头。在速度设定为36节时，该鱼雷的射程为6000米；而当速度下降至30节时，射程范围则显著增加至14000米。

### 装甲

装甲防护方案

巴伐利亚级的装甲防护系统采用克虏伯生产的渗碳装甲，这是同期德国军舰的标准配置。舰只中央的主防御区包裹有350毫米厚的装甲带，它们大多位于舰只最重要的部分。这也包括弹药库和机械舱。次级防御区的装甲带则有所减弱，至前部200毫米和尾部170毫米。舰首和末端则不受装甲保护。防鱼雷舱壁的装甲隔板厚50毫米，纵贯整个舰体的长度，仅比主装甲带短若干米。主装甲甲板在大多数区域都有60毫米厚，尽管涉及舰只更重要区域的部分厚度增大至100毫米。
前司令塔也受重型装甲保护，两侧分别为400毫米厚和塔顶为170毫米厚。后司令塔则采用较薄的装甲，其两侧分别只有170毫米厚和塔顶为200毫米厚。而各主炮塔两侧也有350毫米厚，塔顶为200毫米厚。150毫米口径炮在炮廓上配备了170毫米厚的装甲，炮本身则有80毫米厚的装甲外筒，以对自身的船员进行弹片保护。

## 建造
这一级别共计划建造四艘舰。巴伐利亚号由基尔的霍瓦兹船厂以编号590建造，它于1914年进行龙骨架设，1915年2月18日下水，以及在1916年7月15日完工。巴登号由但泽的希肖船厂以编号913建造，它于1915年10月30日下水，并于1917年3月14编入舰队。萨克森号在基尔的日耳曼尼亚船厂架设，生产编号为210。它于1916年11月21日下水，但并未完工。萨克森号距离完工尚余九个月。符腾堡号由伏尔铿船厂设在汉堡的船坞内建造，生产编号为19。它于1917年6月20日下水，但也同样没有完工。在停工时，符腾堡号距离完工尚余十二个月。

### 巴伐利亚级舰只
| 舰只       | 造船厂             | 名称来源     | 架设日期       | 下水日期       | 完工日期       | 结局                                      |
| ---------- | ------------------ | ------------ | -------------- | -------------- | -------------- | ----------------------------------------- |
| 巴伐利亚号 | 基尔霍瓦兹船厂     | 巴伐利亚王国 | 1914年1月22日  | 1915年2月18日  | 1916年3月18日  | 于1919年6月21日自行凿沉，1934年捞起后报废 |
| 巴登号     | 但泽希肖船厂       | 巴登大公国   | 1913年12月20日 | 1915年10月30日 | 1916年10月19日 | 于1921年8月16日作为靶舰被击沉             |
| 萨克森号   | 基尔日耳曼尼亚船厂 | 萨克森王国   | 1914年4月7日   | 1916年11月21日 | 未完工         | 于1921年拆卸                              |
| 符腾堡号   | 汉堡伏尔铿船厂     | 符腾堡王国   | 1915年1月4日   | 1917年6月20日  | 未完工         | 于1921年拆卸                              |

## 服役历史

### 1916年8月的舰队出击
在1916年8月18-19日的舰队出击行动中，第一侦察集群，这个由公海舰队的战列巡洋舰组成的侦察部队，在舰队司令弗朗茲·馮·希佩爾的指挥下对桑德兰的沿岸城镇实施炮击，试图引诱和摧毁由戴维·贝蒂中将率领的战列巡洋舰编队。由于毛奇号和冯·德坦恩号是在日德兰海战后仍可处于战斗状态的仅有的两艘德国战列巡洋舰，因此有另外三艘无畏舰被分配至部队参与行动，分别为巴伐利亚号、以及两艘国王级战列舰边疆伯爵号和大选帝侯号。赖因哈德·舍尔上将和公海舰队的其余15艘无畏舰则拖后及提供掩护。但英国人已事先破译了德国人的计划，并派出大舰队应战。在19日14:35分，舍尔收到了大舰队逼近的警告，他并不愿意在难分伯仲的日德兰海战后仅11周便又与整个大舰队交战，于是下令全体舰队掉头撤回德国港口。巴伐利亚号的主炮并没有找到展表威力的时机。

### 阿尔比恩行动
在1917年9月上旬，继德国攻克俄国港口里加后，德国海军决定驱逐仍残留在里加湾的俄国海军力量。为此目的，海军司令部的行动计划是夺取北海岛屿萨雷马岛，尤其是夺取瑟尔韦半岛的俄国炮台。9月18日，一次海陆空联合进攻行动受命出发，以占领萨雷马岛及穆胡岛。海军的核心组成部分是由旗舰毛奇号战列巡洋舰率领的公海舰队第三战列分舰队。第四分舰队则包括四艘国王级战列舰，并在此时加入了巴伐利亚号。第五分舰队也由五艘皇帝级战列舰组成。连同九艘轻巡洋舰、三艘鱼雷艇编队和几十艘水雷艇，整个出战规模约为300艘舰船，并有超过100架飞机和6艘飞艇提供空中支援。共有约24600名官兵参与此次入侵。抗击部队的力量则包括原俄国的前无畏舰光荣号和太子号，装甲巡洋舰巴彦号、马卡罗夫将军号和蒂亚娜号，26艘驱逐舰，以及若干鱼雷艇和炮艇。而萨雷马岛的驻军人数约为14000人。
行动开始于10月12日，毛奇号、巴伐利亚号和国王号随即开始轰击塔加拉赫湾的俄国岸基炮台。同时，皇帝级战列舰用于攻击瑟尔韦半岛的炮台，目的是封锁穆胡岛和希乌马岛之间的航道，这将是俄国舰只在海湾的唯一退路。然而，在移动至预定海域的射击阵位时，大选帝侯号和巴伐利亚号都撞上了水雷；前者的受损程度较轻，并能继续维持行动。巴伐利亚号则损毁严重，并且临时修复被证明是无效的。该舰不得不撤回基尔进行维修，回程共耗时19天。

### 1918年4月的舰队出击

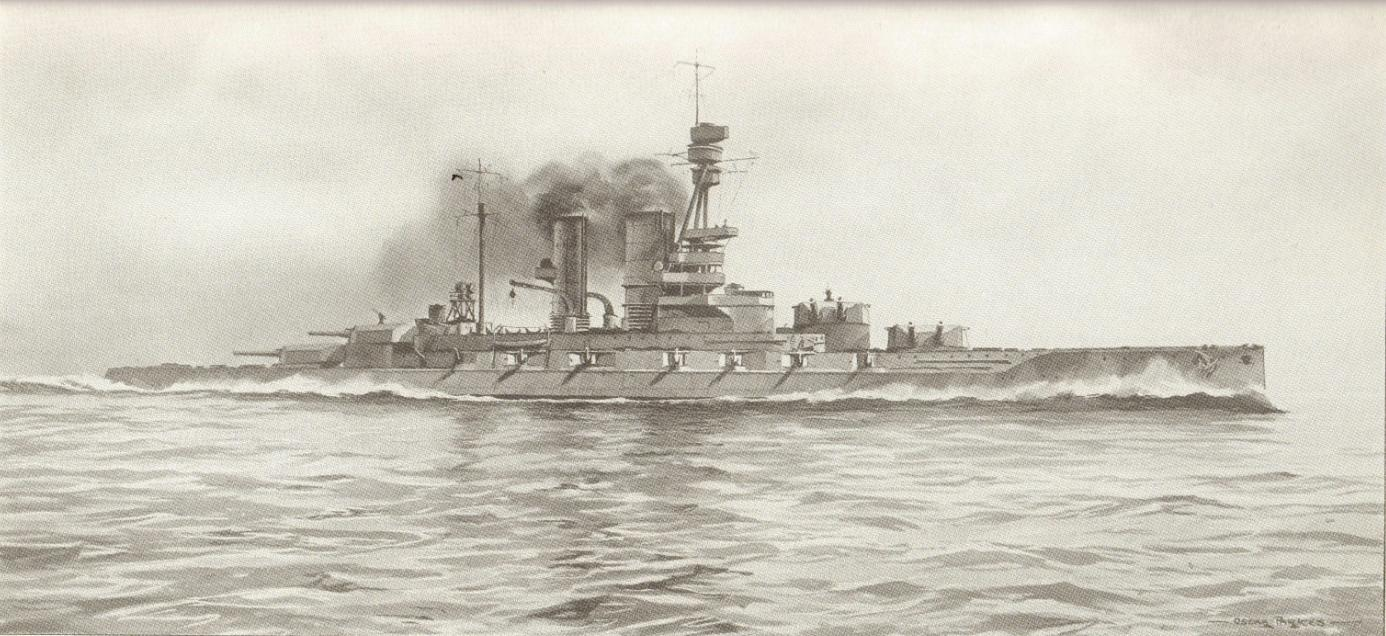
行进中的巴登号

1917年底，公海舰队开始以轻型船只在英国与挪威之间的北海航道进行反护航突袭。10月17日，德国布雷巡洋舰红头丽蝇号和牛虻号拦截了十二艘由一对驱逐舰护航的运输编队并将其摧毁，只有三艘运输舰成功逃脱。12月12日，四艘德国驱逐舰又拦截及歼灭了由两艘驱逐舰护航的五艘运输编队。这促使当时的大舰队指挥官戴维·贝蒂将军不得不分派出几艘战列舰及战列巡洋舰，以保护在北海的运输队。此举便给出了德国将军赖因哈德·舍尔在整个战争期间一直等待的机会：即分离和歼灭大舰队主力的机会。
1918年4月23日5:00，包括巴伐利亚号和巴登号在内的整个公海舰队离开港口，试图拦截重兵护送的英国运输队。无线电通信被保持在最低限度，以防止英国截获行动意图。然而在4月24日5:10，战列巡洋舰毛奇号遭受了严重的机械故障，不得不拖回威廉港。至14:10，运输编队仍未被找到，舍尔遂下令公海舰队返回德国水域。事实上，4月24日当天并没有运输编队出航，德国海军情报部门算错了船期。

### 威廉港兵变
1918年10月，希佩尔上将作为当时整个公海舰队的指挥官，正计划与大舰队决一死战。时任海军总参谋长的舍尔上将于10月27日批准了这项计划，行动定于30日展开。然而，当舰队奉命在29日于威廉港集结时，厌战船员开始逃跑或公开违抗命令。他们登上国王号、王储号和边疆伯爵号展示和平。图林根号船员率先公开叛变，赫尔戈兰号和皇后号也相继加入。至29日傍晚，象征革命的红旗已经飘扬在港口数十艘战列舰的桅杆上。尽管如此，希佩尔还是决定登上他的旗舰——巴登号召开最后一次作战会议，与舰队的高级军官讨论行动部署。次日清晨，在叛变者放弃抵抗并被带走后，舰队得以展开行动。然而海军司令部却不得不放弃其计划，因为希佩尔认为船员的忠诚度再不可信赖。其中第三分舰队为镇压基尔兵变而奉命返回基尔。至11月5日，红旗已遍插除国王号以外的港口所有战列舰，尽管后者在11月6日也被水兵委员会征用。

### 结局

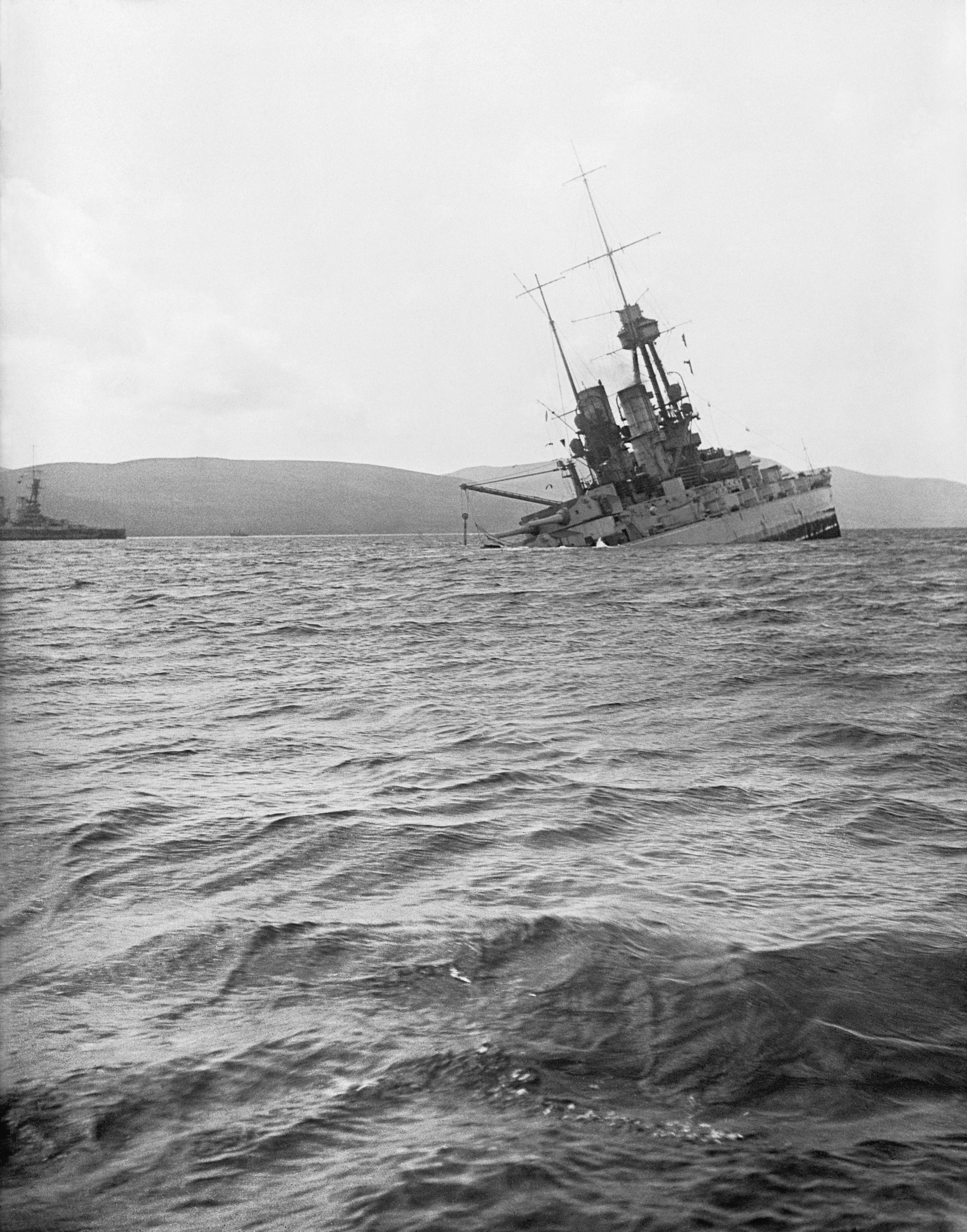
巴伐利亚号在斯卡帕湾下沉

当德国于1918年11月宣布停战后，公海舰队的大部分舰只将被扣留在斯卡帕湾的英国海军基地。巴伐利亚号被列为移交舰只之一，而巴登号最初则不在此名单上。因为英国方面认为马肯森级战列巡洋舰即将完工，可以用作替代。然而当盟军清楚认识到马肯森级仍处于建造阶段后，巴登号又奉命来取代它。1918年11月21日，被扣押的舰只在海军少将路德维希·冯·罗伊特的指挥下，从它们的德国基地开始最后一次航行。舰队先与加迪夫号轻巡洋舰会合，再在由370艘英国、美国和法国军舰组成的大规模联队的监督下，开往斯卡帕湾。巴登号则另行在1918年12月14日抵达斯卡帕湾。
一旦舰只被扣押，它们的火炮将通过移除其炮栓而停用。在落实凡尔赛条约的谈判过程中，舰队一直被扣押。罗伊特少将获悉英国方面将在谈判到期而无法达成协议的情况下，会于6月21日夜间强行夺取扣押的德国军舰。为了防止这种情况，他决定第一时间凿沉己方舰只。6月21日上午，英国舰队离开斯卡帕湾进行训练演习；11时20分，罗伊特向全体德国军舰下达了他的命令。巴伐利亚号于14时30分沉没，但巴登号则在英国卫兵的阻拦下搁浅，它也成为了唯一没有沉没的主力舰。在浮起并进行彻底检查后，巴登号开始作为靶舰使用，最终于1921年8月16日在朴茨茅斯西南部海域被击沉。巴伐利亚号则于1934年9月1日被打捞上岸后报废，次年在罗塞斯拆解。
萨克森号和符腾堡号根据凡尔赛条约的第186条款被开除德国海军序列。萨克森号于1920年在基尔船坞作为废金属售予拆船商。符腾堡号也随后在1921年出售，并在汉堡拆解。

## 脚注
1. 1 2  Hore，第70頁.
2. ↑  Herwig，第77頁.
3. ↑  Herwig，第81頁.
4. ↑  Sturton，第38頁.
5. ↑  Sturton，第41頁.
6. 1 2 3 4 5 6 7  Gröner，第28頁.
7. 1 2 3 4 5 6 7  Gröner，第30頁.
8. 1 2 3  Lyon & Moore，第104頁.
9. ↑  军事评论，第2頁.
10. ↑  军事评论，第5頁.
11. ↑  Greger，第37頁.
12. 1 2 3 4  NavWeaps (38 cm/45).
13. 1 2  NavWeaps (15 cm/45).
14. ↑  NavWeaps (8.8 cm/45).
15. ↑  NavWeaps (Torpedoes).
16. ↑  军事评论，第4頁.
17. 1 2  Gröner，第28–30頁.
18. 1 2  Herwig，第83頁.
19. ↑  Massie，第682頁.
20. ↑  Massie，第683頁.
21. ↑  军事评论，第7頁.
22. ↑  Halpern，第213頁.
23. ↑  Halpern，第214–215頁.
24. 1 2  Halpern，第215頁.
25. ↑  Massie，第747頁.
26. 1 2  Massie，第748頁.
27. ↑  Tarrant，第281–281頁.
28. ↑  Tarrant，第281頁.
29. ↑  Woodman，第237–238頁.
30. ↑  Schwartz，第48頁.
31. ↑  Tarrant，第282頁.
32. 1 2  Herwig，第255頁.
33. ↑  Herwig，第254–255頁.
34. ↑  Preston，第85頁.
35. ↑  Herwig，第256頁.